# الزدون، نورث‌آمبرلند
الزدون، نورث‌آمبرلند (به انگلیسی: Elsdon) یک روستا و محله مدنی در بریتانیا است که در نورث‌آمبرلند واقع شده‌است. الدزدون ۲۵۸ نفر جمعیت دارد.